# Кралство Югославия
Кралство Югославия (на сръбски: Краљевина Југославија; на хърватски: Kraljevina Jugoslavija; на словенски: Kraljevina Jugoslavija) е държава на южнославянски народи в северозападната част на Балканския полуостров, съществувала в периода от 1918 до 1945 г. Тази статия обхваща историята на Югославия от 1918 до 1941 г.

## Държава на словенци, хървати и сърби
На 5 и 6 октомври 1918 г. в Загреб е учреден Народният съвет на словенци, хървати и сърби. В приетия правилник се подчертава, че е „политически представител на всички словенци, хървати и сърби, които живеят в Хърватия и Славония от Риека, в Далмация, Босна и Херцеговина, Истрия, Триест, Крайна (Кранска), Гориция (Горишка), Щирия (Щаерска), Каринтия (Корошка), Бачка, Банат, Бараня, Меджимурие и в останалите части на Югозападна Унгария. “ Народният съвет формално се оглавява от Антон Корошец, а в негово отсъствие се ръководи от Анте Павелич и Светозар Прибичевич.
През октомври 1918 г. Австро-Унгария прави предложение на Антантата за примирие, подкрепено с автономия за славянските народи в рамките на държавата, което обаче бива отхвърлено от президента на САЩ Удроу Уилсън. На 21 октомври 1918 г. последва настояване от страна на Народния съвет за безусловно самоопределение. След разгрома на Австро-Унгария и Централните сили, на 29 октомври 1918 г. хърватският Сабор в Загреб и словенският народен Сход в Любляна обявяват националното освобождение и създаването на независима Държава на словенци, хървати и сърби с център в Загреб. На 1 ноември 1918 г. Народният съвет на Щирия повишава Рудолф Майстер в чин генерал и му поверява командването в словенска Щирия. На 23 ноември словенските части разоръжават австрийските опълченци в Марибор.

## Кралство на сърби, хървати и словенци
Опасността от страна на Италия, която окупира Словенското Приморие и Истрия, както и части от Далмация, а също и натискът от страна на сърбите за обединяване в обща държава, изразен още в Декларацията от Корфу, приета на 20 юли 1917 г. на остров Корфу, става причина на 1 декември 1918 г. Държавата на словенци, хървати и сърби да се обедини с Кралство Сърбия в Кралство на сърби, хървати и словенци със столица Белград.
Сръбската династия на Караджорджевичите застава начело на новата държава, която заема стратегическа позиция между Балканите и Централна Европа. Тази многонационална държава, наредила се в редицата на победителите, откъсва по волята на версайската система и много земи от съседните страни. Всред ощетените е и победената България, която наред с предадената още през 1913 г. Вардарска Македония трябва да отстъпи на КСХС и Западните български покрайнини и Струмишко, като предходно още от възникването си, Сърбия е овладяла Поморавието и Тимошко.
На 28 ноември 1920 г. се провеждат избори за учредително събрание. На него най-много гласове (92) получава Югославската демократична партия, следва я Народната радикална партия с 91 гласа, Комунистическата партия на Югославия с 58 гласа, Хърватската републиканска селска партия с 50 гласа и други по-малки партии. През декември същата година с указ е забранена комунистическата партия и на всички нейни народни представители са отнети мандатите.
Първата конституция на Кралството на сърби, хървати и словенци, т.нар. Видовденска конституция, е приета на 28 юни 1921 г. с обикновено мнозинство от 223 гласа, против гласуват 35 народни представители, а 161 се въздържат от гласуване. Конституцията определя Кралството на сърби, хървати и словенци като монархия на народ с три имена, съставляван от три равноправни племена и като официален език се определя сръбско-хърватско-словенският език. Други народи в кралството (черногорци, българи, албанци, унгарци, власи, немци и т.н.) не се признават. Конституцията все пак гарантира някои демократични свободи, като например свобода на печата и на политическите сдружения, от друга страна обаче дава на монарха големи пълномощия, като например разпускане на Скупщината (парламента), назначаване на правителство и съдии. Административно държавата е разделена на 33 области, начело на които стоят жупани, а централното управление се намира в Белград.
Административните области първоначално са:
| - Люблянска - Мариборска - Загребска - Приморско-краишка - Бихачка - Върбашка - Травнишка - Сплитска - Мостарска - Дубровнишка - Зетска | - Сараевска - Тузланска - Осиешка - Сремска - Бачка - Белградска - Подринска - Валевска - Ужишка - Подунавска - Пожаревашка | - Шумадийска - Моравска - Крушевска - Тимошка - Решка - Нишка - Косовска - Вранска - Скопска - Брегалнишка - Битолска |

За този период са характерни честите смени на правителствата. До отмяната на парламентарната демокрация на 6 януари 1929 г. се сменят 24 правителства.
На 20 юни 1928 г. народният представител от Народната радикална партия Пуниша Рачич (Puniša Račić) стреля срещу група хърватски народни представители и убива Павао Радич (Pavao Radić) и Джуро Башарички (Đuro Bašarički), а също така ранява тежко председателя на Хърватската селска партия, Степан Радич, който на 8 август 1928 г. умира от раните си. След стрелбата в парламента опозицията настоява за отмяна на Видовденската конституция и въвеждане на федерализма. В Загреб се провеждат големи демонстрации, стига се до въоръжени сблъсквания и множество убити.

## Кралство Югославия
На 6 януари 1929 г. крал Александър I Караджорджевич отменя Видовденската конституция, разпуска парламента и поема цялата власт. Правителството, ръководено от генерал Петър Живкович, отговаря непосредствено пред краля. Характерна за шестоянуарската диктатура е неограничената власт на краля и разпускането на политическите партии. На 3 октомври 1929 г. държавата е преименувана на Кралство Югославия (Kraljevina Jugoslavija) и бива разделена на 9 административни единици, наречени бановини:
- Дравска (с център Любляна)
- Савска (с център Загреб)
- Приморска (с център Сплит)
- Върбашка (с център Баня Лука)
- Дринска (с център Сараево)
- Зетска (с център Цетине)
- Дунавска (с център Нови Сад)
- Моравска (с център Ниш)
- Вардарска (с център Скопие)

Град Белград, заедно с предградията си Земун и Панчево, има статут на самостоятелна административна единица. Границите на бановините по принцип не спазват историческите народностни (етнически) граници, например словенската Бела краина известно време е включена към Савска бановина.
През септември 1931 година кралят издава нова, октроирана конституция (неприета от парламента), с която Югославия става наследствено кралство, начело на която стои династията Караджорджевич. В конституцията се говори за един „югославянски“ народ. Въведен е двукамарен парламент, съставен от сенат и камара на представителите. Специален закон разрешава учредяването на политически партии, които не могат да бъдат на верска, племенна или регионална основа.
На 9 октомври 1934 г. активистът на ВМРО Владо Черноземски, подкрепян от хърватското усташко движение, извършва успешен атентат срещу крал Александър I по време на държавното му посещение в Марсилия. Понеже престолонаследникът Петър II Караджорджевич е непълнолетен, го замества неговият чичо, княз Павле Караджорджевич.
През декември 1938 г. се провеждат избори, след които премиер става Драгиша Цветкович, а негов заместник – Владимир Мачек от Хърватската селска партия (HSS). На 26 август 1939 г. двамата подписват т.нар. Споразумение Цветкович-Мачек, с което Савска и Приморска бановина се обединяват в голяма Хърватска бановина. По същото време има замисъл и за бановина Словения.
На 25 март 1941 г. Кралство Югославия подписва във Виена договор за присъединяване към Тристранния пакт и така застава на страната на Оста Рим-Берлин-Токио. Два дни по-късно, на 27 март 1941 г. в Белград избухват демонстрации. Група проанглийско настроени офицери и граждански политици се възползва от протестите на югославските народи и извършва държавен преврат. Свалят княз Павле, обявяват за пълнолетен 17-годишния крал Петър II и го поставят на престола. Начело на правителството застава генералът от военновъздушните сили Душан Симович. По този начин държавата фактически излиза от Тройния пакт.
На 6 април 1941 г. Германия без обявяване на война напада Кралство Югославия и Гърция. По този начин в този регион започва Втората световна война, която продължава още четири години. Немските самолети бомбардират Белград, а армията започва да извършва операции по принципите на светкавичната война. На територията на Югославия започват да проникват италиански и унгарски части. Югославската войска капитулира на 17 април, а на 21 април капитулира Гърция.
Германската армия отвежда от Югославия 374 000 военнопленници. В Словения войната продължава само шест дни, няма големи разрушения. Части от 2-ра немска армия проникват към Вараждин, Загреб и Карловац, а части на 2-ра италианска армия – към Любляна и Кочевие. Югославската кралска войска изправя срещу тези армии гранични части, части от своята 7-а армия и около 3000 неподготвени доброволци, които не са в състояние да им се противопоставят. Хърватските войници масово отказват да защитават Югославия като държава, която смятат за чужда.
След края на Кралство Югославия се формират две крила на Съпротивата – Югославски партизани и Югославска армия в отечеството.